# Font de Sant Agustí
|  | No s'ha de confondre amb Font de Sant Agustí Vell. |

La Font de Sant Agustí és una obra de Cervera (Segarra) inclosa a l'Inventari del Patrimoni Arquitectònic de Catalunya.

## Descripció
Font pública adossada a la base de la façana d'una casa. Té forma de nínxol i consta d'una aixeta bastant rústica i un pilar semicircular i esglaonat molt més estret de baix que de dalt.

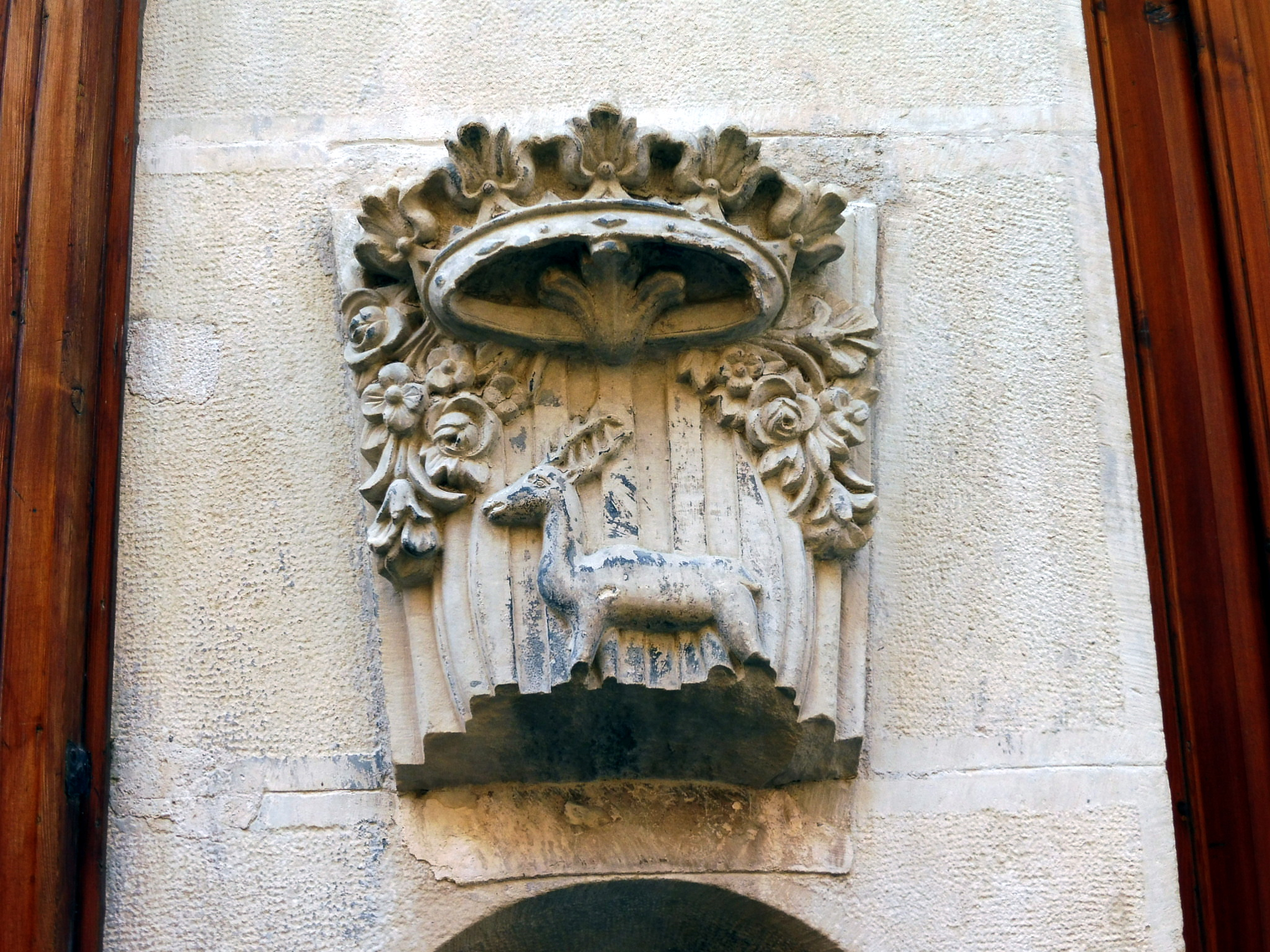
Detall de l'escut

 Sobre aquesta fornícula hi ha l'escut de la ciutat de l'any 1702, que mostra en relleu el cérvol que apareix damunt les barres o pals de l'escut reial coronat. La corona reial se situa damunt del cérvol i és tractada amb alt relleu, recolzant-se sobre uns baixos relleus que representen dibuixos florals.

## Història
L'any 1702 les Corts atorgaren a la Vila de Cervera el títol de Ciutat. Al segle xviii apareixen ja documents amb el segell de la ciutat. Aquest fet feu caducar el segell que encara duia a la llegenda el nom de la Vila. El nou segell ja és tallat amb un nou patró: el cérvol apareix damunt les barres de l'escut reial coronat que omple el centre del segell, amb la inscripció circular que l'envolta: "SIGILLUM A SECRETIS CIVITATIS CERVARIAE".